# Kenyér királyok
A Kenyér királyok (eredeti cím: Breadwinners) 2014 és 2016 között vetített amerikai számítógépes animációs vígjátéksorozat. A sorozat alkotói Gary "Doodles" DiRaffaele és Steve Borst, a történet pedig két kacsáról szól, akik kenyeret szállítanak egy bolygóra.
A sorozatot az Amerikai Egyesült Államokban a Nickelodeon adta 2014. február 17. és 2015. december 11. között, a hátramaradt epizódokat a Nicktoons adta le 2016. április 18. és 2016. szeptember 12. között. Magyarországon a Nicktoons tűzte műsorra 2019. április 1-jén. A SkyShowtime elérhetővé tette a kínálatában az 1. évadot 2023. március 14-én.

## Cselekménye
A sorozat főszereplője két kacsa, SwaySway és Buhdeuce abszurd és mulatságos kalandjait mutatja be. A két kacsa a Pondgea nevű, vízzel borított bolygón él, munkájuk pedig az, hogy kenyeret szállítsanak a többi lakónak. A munka közben visszatérő rendelőket és ellenségeket is szereznek.
Érdekesség hogy Mr. Pompás éttermét az Űrgolyhókban feltűnő Galaxy Grill étteremről mintázták.

## Szereplők
| Szereplő      | Eredeti hang        | Magyar hang         |
| ------------- | ------------------- | ------------------- |
| SwaySway      | Robbie Daymond      | Czető Roland        |
| Buhdeuce      | Eric Bauza          | Szalay Csongor      |
| Jelly         | Alexander Polinsky  |                     |
| Kenyérteremtő | Fred Tatasciore     | Varga Rókus         |
| Ketta         | Kari Wahlgren       | Czető Zsanett       |
| T-Midi        | S. Scott Bullock    | Gyurin Zsolt        |
| Rambamboo     | Audrey Wasilewski   | Koncz-Kiss Anikó    |
| Oonski        | Nolan North         | Petridisz Hrisztosz |
| Mr. Pumpers   | Michael-Leon Wooley | Gardi Tamás         |

### Magyar változat
- Bemondó: Kisfalusi Lehel
- Főcímdal: Czető Roland és Szalay Csongor
- Magyar szöveg: Szojka László
- Dalszöveg: Janicsák István
- Hangmérnök és vágó: Papp Zoltán István, Hegyessy Ákos
- Zenei rendező: Sárközi Anita
- Szinkronrendező: Gaál Erika
- Produkciós vezető: Legény Judit

A szinkront a Labor Film szinkronstúdió készítette.

## Epizódok
| Évad | Évad | Epizódok | Eredeti sugárzás  | Eredeti sugárzás    | Magyar sugárzás  | Magyar sugárzás    |
| Évad | Évad | Epizódok | Évadpremier       | Évadfinálé          | Évadpremier      | Évadfinálé         |
| ---- | ---- | -------- | ----------------- | ------------------- | ---------------- | ------------------ |
|      | 1    | 20       | 2014. február 17. | 2015. április 26.   | 2019. április 1. | 2023. március 14.  |
|      | 2    | 20       | 2015. április 5.  | 2016. augusztus 22. | 2019. április 1. | 2019. december 21. |

## Kritikai fogadtatás
A vélemények vegyesek, a kritikusoknak általában tetszettek a műsor kenyér-jellegű poénjai és szójátékai, de a közönség körében nem örvendett, többségben az animáció, a szereplők viselkedése és a túlzottan gyerekes humor miatt többségében negatív kritikát kapott.